# فرهاد زاوشی
فرهاد زاوُشی (زادهٔ ۱۹ بهمن ۱۳۸۱) بازیکن فوتبال اهل ایران است که در پست هافبک هجومی برای باشگاه فوتبال شمس‌آذر قزوین در لیگ برتر خلیج فارس بازی می‌کند.
وی همچنین در تیم ملی فوتبال جوانان ایران بازی کرده‌است.
زاوشی که متولد پیرانشهر در استان آذربایجان غربی است فوتبال خود را از آکادمی فوتبال کیا و زیر نظر مهدی مهدوی‌کیا آغاز کرد و سپس به تیم امید استقلال تهران منتقل شد. وی نخستین تجربه رسمی خود در لیگ برتر را به همراه هوادار در ۳ دی ۱۴۰۱ مقابل نساجی مازندران به دست آورد.